# セアカリスザル
セアカリスザル (Saimiri oerstedii) は、哺乳綱霊長目オマキザル科リスザル属に分類される霊長類。

## 分布
コスタリカ、パナマ
模式標本の産地（基準産地・タイプ産地・模式産地）はパナマ。リスザル属では最も北に分布する。

## 形態
頭胴長（体長）25 - 35センチメートル。体重700 - 1,200グラム。背面は赤褐色。四肢の基部と尾の背面は黒ずむ。頭部や鼻、尾の先端は黒い。顔の周囲や、喉から胸上部にかけては白い。眼の周囲はピンク色の皮膚が裸出する。

## 分類
以下の亜種の分類は、Groves(2005)に従う。
Saimiri oerstedii oerstedii (Reinhardt, 1872)
コスタリカ、パナマ
Saimiri oerstedii citrinellus Thomas, 1904
コスタリカ

## 生態
様々な森林に生息する。昼行性。25 - 40頭の複数の雌雄が含まれる群れを形成するが、繁殖期以外は雌雄で別々に群れを形成し生活することも多い。行動圏は約1平方キロメートルだが、隣接した群れと重複することも多い。
主に昆虫や果実を食べるが、花や樹脂なども食べる。
繁殖様式は胎生。主に乾季の終わりにあたる3 - 4月に、1回に1頭の幼獣を産む。

## 人間との関係
トウモロコシやランブータン・バナナ類を食害する、害獣とみなされることもある。
森林伐採・農地開発・アブラヤシのプランテーションへの転換・Gmelina arboreaやチーク類Tectona grandisの植林・都市開発・水力発電所の建設などによる生息地の破壊および分断、道路建設による生息地の分断および交通事故、害獣としての駆除、送電線による死亡、猟犬も含めたイヌによる捕食などにより生息数は減少している。1975年のワシントン条約発効時からワシントン条約附属書Iに掲載されている。